# Woldemar Friedrich Kentmann

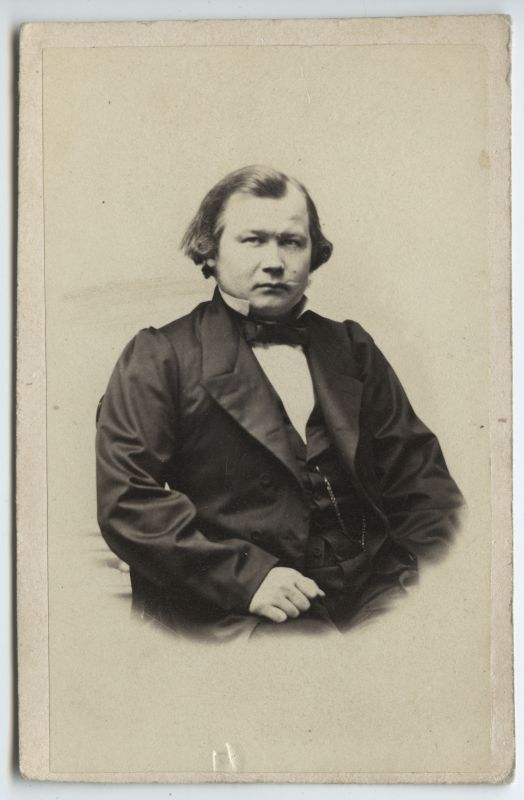
Woldemar Friedrich Kentmann, um 1870–1880

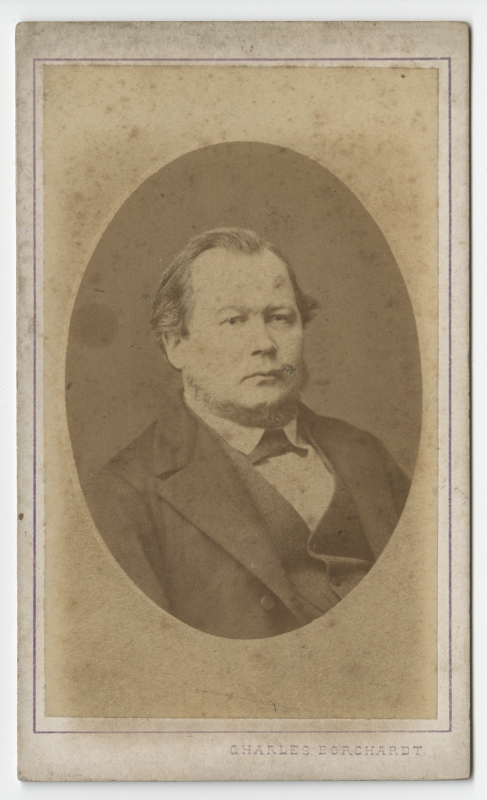
Woldemar Friedrich Kentmann, um 1875–1890

Woldemar Friedrich Kentmann (* 22. März 1833 in Reval; † 24. April 1901 ebenda) war Pastor in Kusal und Propst von Ost-Harrien.

## Leben

### Herkunft und Familie
Seine Eltern waren Wilhelm Gottfried (Gottlieb) Kentmann (1805–1889) und dessen Ehefrau Christine, geb. Rosenbaum. Sein Bruder Christian Johann (* 1829) studierte Theologie und wurde Lehrer.
Er heiratete 1860 Amalie Grohmann (1841–1919), Tochter des Propstes Woldemar Eugen (1802–1874), zu ihren Kindern gehören:
1. Wilhelm Eugen Leonhard (1861–1938), Pastor, Generalsuperintendent, Oberpastor; dessen Sohn Kurt (1893–1976) Superintendent, dessen Sohn Wilhelm (1924–2010), Pastor und Landeskirchenbeauftragter
2. Johannes (Hans) Theodor (1869–1900), Arzt
3. Alexander Christoph (1871–1927), Chemiker
4. Woldemar Reinhold (1873–1942), Pastor, Lehrer, dessen Tochter Ingeborg (1916–1989), Schriftstellerin
5. Friedrich Eduard (1878–1953), Pastor und Landessuperintendent

### Werdegang
Er besuchte die Kreisschule und 1845 bis 1851 das Gouvernements-Gymnasium in Reval. 1851 bis 1852 war er Hauslehrer in Estland. Er studierte 1852 bis 1857 Theologie an der Kaiserlichen Universität Dorpat. 1857 bis 1858 war er Hauslehrer. 1858 legte er das Konsist.-Examen ab, 1859 bis 1860 war er estl. Pfarrvikar. Er war Pastor, 1860 bis 1863 in Jegelecht und 1863 bis 1899 in Kusal (Estl.). Seit 1873 war er Propst des Sprengels Ost-Harrien, seit 1888 Ass. consistorii. Lebte seit 1900 emeritiert in Reval.